# Гебітскомісаріати
Гебітскомісаріати (нім. Gebietskommissariate), гебіти (нім. Kreisgebiete) — одиниці адміністративного поділу генерал-комісаріатів — складових частин райхскомісаріатів, утворених гітлерівцями на окупованих ними у роки Другої світової війни територіях. 
Нацистський ідеолог, міністр окупованих східних територій Альфред Розенберг планував для «східноєвропейського простору» утворити понад 900 гебітскомісаріатів. У складі різних генерал-комісаріатів було від 9 до 26 гебітів (округ), які охоплювали 250–400 км² сільської місцевості та від 150 до 350 тис. осіб населення. 
У 6 генерал-комісаріатах на території загарбаної нацистами України налічувалося 89 гебітскомісаріатів. На чолі кожного з них стояли гебітскомісари — окупаційні чиновники, наділені необмеженою владою над місцевим населенням та його майном. Спираючись на військову силу, гебітскомісари найжорстокішими методами здійснювали політику геноциду народу України, його пограбування та насильницького вивезення української молоді в Німеччину.